# Institut thoracique de Montréal

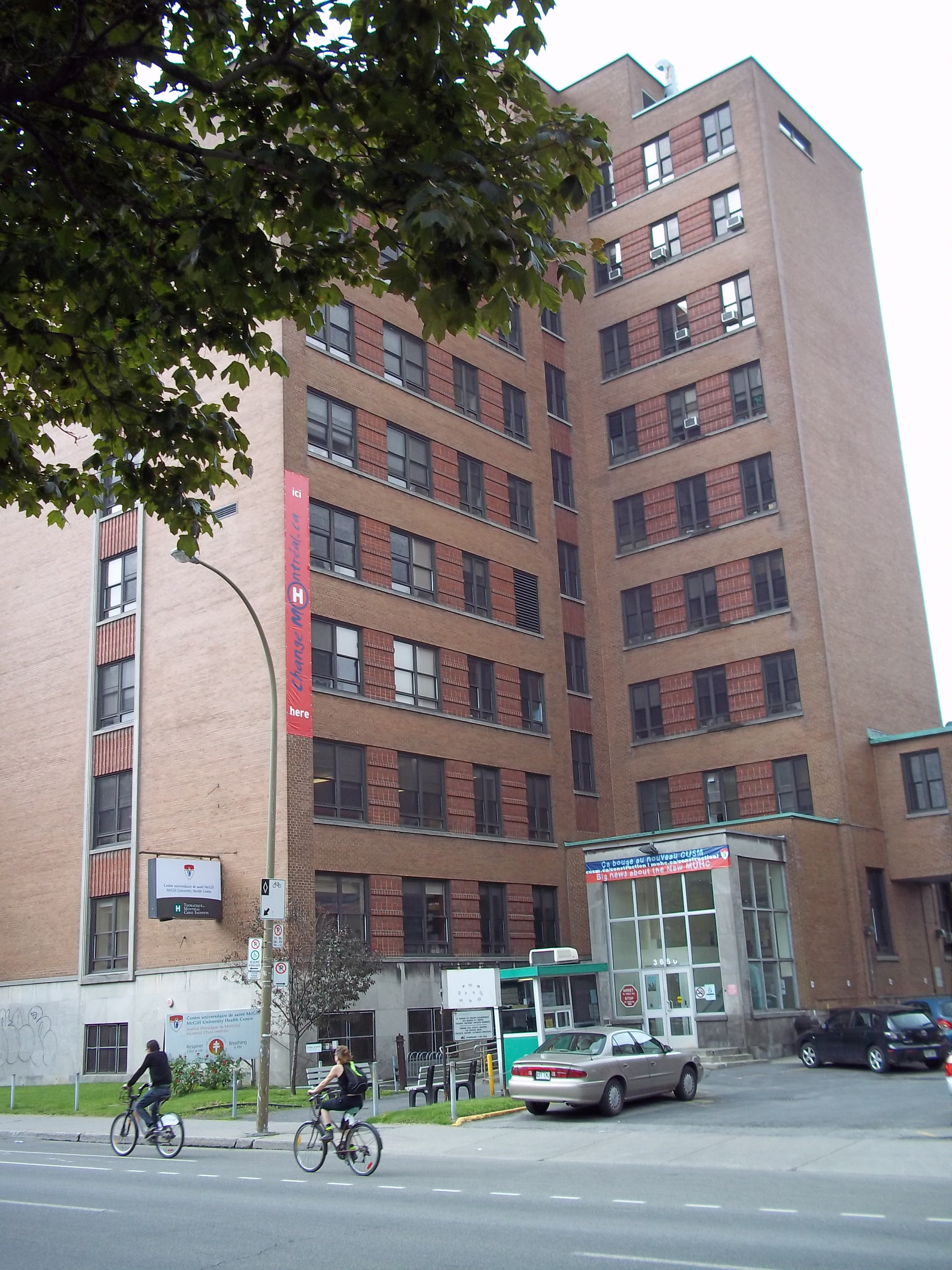
Institut thoracique de Montréal
3650 Rue Saint-Urbain

L' Institut thoracique de Montréal (en anglais : Montreal Chest Institute) est un institut montréalais de recherche sur les maladies respiratoires et secteurs connexes. On le retrouve sur le boulevard Décarie à Montréal. 

## Histoire
Ouvert en 1903, l'Institut thoracique de Montréal a porté différents noms au cours des divers stades de son évolution. En 1903, il a été créé sous le nom de Société contre la tuberculose de Montréal en réaction à la terrible épidémie de tuberculose qui fauchait 12 000 vies par année au Québec. 
Dès les premières années de son existence, l'Institut fournissait des initiatives d'éducation publique et des programmes scolaires ainsi que des services hospitaliers aux personnes atteintes de tuberculose. 
En 1930, l'Institut emménage au 3650 rue Saint-Urbain. Deux ans plus tard, il est reconnu comme hôpital enseignant affilié à l'Université McGill. 
En 1997, l'Institut thoracique de Montréal est intégré au projet du Centre universitaire de santé McGill.
Le 6 juin 2015, l'établissement de soins a déménagé au 1001 Boulevard Décarie.
Aujourd'hui, l'Institut thoracique de Montréal se spécialise dans la recherche clinique des maladies respiratoires et des secteurs connexes. Ses programmes de recherche couvrent un large éventail de disciplines se rapportant aux maladies respiratoires, y compris l'asthme, la broncho-pneumopathie chronique obstructive (BPCO), la fibrose kystique, l'hypertension pulmonaire, l'apnée obstructive du sommeil et la dystrophie musculaire de Duchenne